# Sainte-Marie-des-Monts
Ne doit pas être confondu avec Sainte-Marie-du-Mont (Manche).
Sainte-Marie-des-Monts est une ancienne  commune française du département de la Manche et de la région Normandie, rattachée depuis 1829 à la commune de Saint-Vigor-des-Monts.

## Toponymie
La topographie justifie le locatif des-Monts.

## Histoire
La paroisse eut pour seigneur Louis de Gouvetz (1586-1658), baron de Clinchamps, qui en 1613, fit rebâtir l'église de Sainte-Marie-des-Monts détruite par les hérétiques (les protestants). L'église ne survivra pas à la Révolution.

## Démographie
| 1793 | 1800 | 1806 | 1821 |
| ---- | ---- | ---- | ---- |
| 93   | 100  | 115  | 126  |

### Liste des maires
| Période                                                                                  | Période | Identité                      | Étiquette | Qualité |
| ---------------------------------------------------------------------------------------- | ------- | ----------------------------- | --------- | ------- |
| …1795                                                                                    | 1796…   | Gilles Morel                  |           |         |
| …1797                                                                                    | 1804…   | Jacques Guérin                |           |         |
| …1805                                                                                    | 1812…   | Pierre Le Trempu              |           |         |
| …1813                                                                                    | 1829    | Vincent Larsouneur de Gouvets |           |         |
| Les données sont issues d'une liste établie par Jean. Pouëssel, N. Jamard et S. Grillot. |         |                               |           |         |

## Lieux et monuments
Les paroissiens ont abandonné leur église et ils en ont vendu les ruines avec le cimetière, en 1831, pour cent soixante francs.
L'emplacement de l'église Notre-Dame-de-l'Assomption et du cimetière de cette ancienne paroisse est aujourd'hui matérialisé par une croix et un panneau commémoratif, entre le bourg de Saint-Vigor-des-Monts et l'autoroute A84.